# دورزا
دورزا هي بلدة في مقاطعة كسبي في ولاية قشقداريا في أوزبكستان.